# Туми, Кристиан Вийган
Кристиан Вийган Туми (англ. Christian Wiyghan Tumi; 15 октября 1930, Кикайкелаки, Британский Камерун — 2 апреля 2021, Дуала, Камерун) — первый камерунский кардинал. Епископ Йагуа с 6 декабря 1979 по 19 ноября 1982. Коадъютор архиепископа, с правом наследования, архиепархии Гаруа с 19 ноября 1982 по 17 марта 1984. Архиепископ Гаруа с 17 марта 1984 по 13 августа 1991. Архиепископ Дуалы с 13 августа 1991 по 17 ноября 2009. Кардинал-священник с титулом церкви Санти-Мартири-делл’Уганда-а-Поджо-Амено с 28 июня 1988.